# Einzelbenutzersystem
Ein Einzelbenutzersystem, auch als Single-User-System bezeichnet, ist ein System, das darauf ausgelegt ist, von nur einer Person gleichzeitig genutzt zu werden. Im Gegensatz zu Mehrbenutzersystemen, die von mehreren Benutzern gleichzeitig verwendet werden können, ist ein Einzelbenutzersystem darauf beschränkt, dass nur eine Person zur gleichen Zeit darauf zugreifen kann. Es handelt sich um die Klassifikation nach Anzahl der Benutzer, die zur selben Zeit bedient werden können.

## Merkmale
Ein solches System ist darauf ausgelegt ist, nur von einem einzelnen Benutzer gleichzeitig verwendet zu werden, wobei durchaus mehrere Prozesse gleichzeitig oder nacheinander ausgeführt werden können, es ist also nicht mit einem Betriebssystem zu verwechseln, das nur Single-Tasking ermöglicht oder beherrscht. Klassische Single-User-Betriebssysteme sind MS-DOS oder das klassische Mac OS. Diese bringen auch kein Rechtemanagement mit. Solche Systeme verwenden weniger Ressourcen und sind weniger komplex, daher sind sie einfach zu warten und zu debuggen. In Multi-User-Betriebssystemen werden mehr Ressourcen benötigt und der gleichzeitige Zugriff auf die gleichen Ressourcen (Dateien, Schnittstellen) muss beherrscht werden.
Heute wird das Konzept bei Handys oder Navigationsgeräten weitergeführt, wobei diese oft mehrbenutzerfähige Betriebssysteme als Grundlage benutzen und ein Rechtemanagement mitbringen (Verhindern des Zugriffs auf sensible Bereiche durch Anwenderprogramme).
Mehrbenutzersysteme (Multi-User-Systeme) hingegen sind in der Lage, gleichzeitig mehrere verschiedene Nutzer zu verwalten und quasi-parallel zu bedienen. Unixartige (macOS, Linux) oder Windows NT sind Mehrbenutzersysteme.

## Beispiele für Single-User-Betriebssysteme
- MS-DOS:  Microsoft Disk Operating System (MS-DOS) ist in den 1980er und 1990er Jahren eines der bekanntesten Single-User-Betriebssysteme gewesen. Es wird auf zahlreichen Personal Computern jener Zeit verwendet.
- Mac OS (klassisch):  Mac OS läuft auf klassischen Macintosh-Computern vor der Einführung von Mac OS X. Es ist ein Single-User-Betriebssystem.
- Amiga OS:  Amiga OS wird auf Amiga-Computern verwendet und ist ein weiteres Beispiel für ein Single-User-Betriebssystem.
- BeOS:  BeOS ist ein Betriebssystem, das von Be Incorporated entwickelt wurde. Es ist auf die Leistungsfähigkeit bei Multimedia-Anwendungen ausgerichtet und wurde zur Jahrtausendwende hauptsächlich von Einzelbenutzern verwendet.
- Windows 3.x und Windows 9x von Microsoft[3]